# Хавьерре Ортас, Антонио Мария
Антонио Мария Хавьерре Ортас (исп. Antonio María Javierre Ortas; 21 февраля 1921, Сьетамо, Испания — 1 февраля 2007, Ватикан) — испанский куриальный кардинал, салезианец. 
- Профессор теологии в Салезианском Понтификальном университете в Риме с 1951 по 1976 год
- Титулярный архиепископ Меты с 20 мая 1976 по 28 июня 1988.
- Декан богословского факультета с 1959 по 1971 год.
- Ректор Салезианского Понтификального университета с 1971 по 1974 год.[3]
- Секретарь Священной Конгрегации католического образования с 20 мая 1976 по 1 июля 1988.
- Библиотекарь и Архивариус Святой Римской Церкви с 1 июля 1988 по 9 апреля 1992.
- Префект Конгрегации богослужения и дисциплины таинств с 9 апреля 1992 по 21 июня 1996.
- Кардинал-дьякон с титулярной диаконией Санта-Мария-Либератриче-а-Монте-Тестаччо с 28 июня 1988 по 9 января 1999.
- Кардинал-священник с титулом церкви pro hac vice Санта-Мария-Либератриче-а-Монте-Тестаччо с 9 января 1999.